# Pla del Forn (Santa Coloma Sasserra)

El Pla del Forn, respecte del terme de Castellcir

El Pla del Forn és un pla agrícola del terme municipal de Castellcir, al Moianès. Pertany a l'antic poble rural de Santa Coloma Sasserra.
És a prop i al nord de Santa Coloma Sasserra, al sud-oest de la masia del Bonifet. És una extensa plana inclinada en els dos vessants d'una carena, formada per camps de conreu, enmig dels quals hi ha una cruïlla de camins rurals. El travessa el Camí de Collsuspina a Santa Coloma Sasserra.

## Etimologia
Es tracta del pla on hi havia hagut el forn de calç de Santa Coloma Sasserra.